# متحف بولتافا للفنون
متحف بولتافا للفنون (بالأوكرانية: Полтавський художній музей) أو متحف نيكولاي ياروشينكو بولتافا للفنون هو معرض فني عام في بولتافا بأوكرانيا يحتوي على العديد من الأعمال الفنية المحلية والأجنبية ومجموعة إثنوغرافية غنية.

## تاريخه
تشكلت مجموعة المتحف الحالية في 1917، عندما تبرع نيكولاي ياروشينكو، الرسام الذي ينتمي إلى رابطة الهائمون (بيردفيزنايكي)، بمجموعته الفنية إلى مدينته الأصلية. بالإضافة إلى 100 لوحة و23 كراسة رسم رسمها ياروشينكو نفسه، تضمنت مجموعته أعمالاً لأصدقائه وزملائه الذين شاركوا في معارض فن الهائمين مثل إيفان شيشكين وفاسيلي بولينوف وفلاديمير ماكوفسكي [الإنجليزية] وإيليا ريبين وفاسيلي ماكسيموف [الإنجليزية] وآخرين.
افتتح المتحف للجمهور في 27 أبريل 1919. كان في الأصل معرضاً فنياً رسمياً، وليس متحفاً حقيقياً. أطلق عليه مؤسسه ميخائيل رودينسكي [الأوكرانية]، الذي أصبح فيما بعد عالم آثار وعالم متاحف أوكراني مشهوراً، اسم «متحف الفنون».

## وصلات خارجية
- Some pages presenting objects from Poltava Art Museum